# نادي بانيفيزيس
نادي بانيفيزيس (بالليتوناية: Futbolo klubas Panevėžys) هو ناد رياضي ليتواني احترافي، من مدينة بانيفيزيس، يلعب في دوري الدرجة الأولى الليتواني منذ موسم 2019.

## الشركات المصنعة للزي
تعاقبت شركتان على تصنيع الزي الخاص بنادي بانيفيزيس، منذ تأسيسه، وتجهيز النادي نفسه بكافة احتياجاته من الملابس والأحذية والمستلزمات الرياضية.
| المزود             | الفترة                  |
| ------------------ | ----------------------- |
| أديداس             | 2015–2018               |
| هيومل [الإنجليزية] | 2019 – حتى الوقت الحالي |